# Cobubatha anaea
Cobubatha anaea är en fjärilsart som beskrevs av Druce 1898. Cobubatha anaea ingår i släktet Cobubatha och familjen nattflyn. Inga underarter finns listade i Catalogue of Life.